# Primorje (Kaliningrad)
Primorje (russisch Приморье, deutsch Groß Kuhren) ist eine Siedlung in der russischen Oblast Kaliningrad. Der Ort gehört zum Stadtkreis Swetlogorsk.

## Geographische Lage
Primorje liegt an der Ostsee im Nordwesten der samländischen Halbinsel und ist 39 Kilometer von der Oblasthauptstadt Kaliningrad (Königsberg) und acht Kilometer von der Stadt Swetlogorsk (Rauschen) entfernt. Durch den Ort verläuft die Regionalstraße 27A-013 (ex A192). In den letzten Jahren des Zweiten Weltkrieges war Primorje auch Bahnstation an der bis Groß Dirschkeim verlängerten Bahnstrecke der damaligen Samlandbahn.

## Geschichte

Groß Kuhren, zwischen Kurischer Nehrung und Frischer Nehrung am Ostseestrand nordwestlich von Königsberg, auf einer Landkarte von 1910

Die Gründung des bis 1947 Groß Kuhren genannten Ortes liegt vor dem Jahre 1400. Das Dorf beeindruckt bis heute durch seine reizvolle landschaftliche Lage mit der im Westen gelegenen früheren Rosenschlucht und der mehr östlich gelegenen Morgenschlucht. Auffallend sind die Zinnen und Zacken der umliegenden Berge, unter ihnen der früher so genannte Zipfelberg und der Kahle Zipfelberg, der mit seinen 60 Metern die höchste Erhebung an der Küste ist. Der Sand am Strand ist gelbbraun gefärbt. Es handelt sich um eisenhaltigen Diluvialsandstein.
Am 13. Juni 1874 wurde Groß Kuhren Amtssitz und namensgebender Ort eines Amtsbezirkes, der bis 1945 bestand und zum Kreis Fischhausen, 1939 bis 1945 zum Landkreis Samland im Regierungsbezirk Königsberg der preußischen Provinz Ostpreußen gehörte. Im Jahre 1910 zählte das Dorf 575 Einwohner. Ihre Zahl stieg bis 1933 auf 705 und betrug 1939 bereits 844.
Infolge des Zweiten Weltkrieges kam Groß Kuhren mit dem gesamten nördlichen Ostpreußen zur Sowjetunion. Im Jahr 1947 wurde der Ort in den Dorfsowjet Jantarski selski Sowet innerhalb des Rajons Primorsk eingeordnet und dabei in Primorje umbenannt.  Am 28. Juni 1951 wurde Primorje mit dem Status einer Arbeitersiedlung versehen. Nach der Auflösung des Rajons Primorsk wurde Primorje am 1. Februar 1963 dem Stadtsowjet von Selenogradsk unterstellt. Am 15. Januar 1965 wurde Primorje in die sog. Swetlogorsker Kurort-Industrie-Zone (die erste Vorläuferin des heutigen Stadtkreises Swetlogorsk) eingebunden. Am 19. November 2004 verlor Primorje seinen Status als Siedlung städtischen Typs. Im Jahr 2007 wurde Primorje Sitz einer städtischen Gemeinde im Rajon Swetlogorsk. Von 2010 bis 2018 hatte der Ort wiederum den Status einer Siedlung städtischen Typs. Seit 2018 gehört Primorje zum Stadtkreis Swetlogorsk.

### Amtsbezirk Groß Kuhren (1874–1945)
Zum Amtsbezirk Groß Kuhren gehörten anfänglich fünf Landgemeinden:
| Name         | Russischer Name | Bemerkungen                                         |
| ------------ | --------------- | --------------------------------------------------- |
| Alt Katzkeim | Tolbuchino      |                                                     |
| Groß Kuhren  | Primorje        |                                                     |
| Mandtkeim    | Maiski          | 1928 in die Landgemeinde Schalben eingegliedert     |
| Neu Katzkeim | Barkassowo      | 1928 in die Landgemeinde Alt Katzkeim eingegliedert |
| Schalben     | Orechowo        |                                                     |

Am 1. Januar 1945 bildeten nur noch die drei Gemeinden Alt Katzkeim, Groß Kuhren und Schalben den Amtsbezirk Groß Kuhren.

### Primorjewski posselkowy Sowet/Administration der Siedlung Primorje 1951–1997
Von 1951 bis 1991 war Primorje Verwaltungssitz des Siedlungssowjets Primorjewski posselkowy Sowet (ru. Приморьевский поселковый Совет). Nach dem Zerfall der Sowjetunion wurde der Sowjet aufgelöst und eine Verwaltungs-Administration eingerichtet. Nach 1997 wurden die Siedlung Primorje und die von ihr verwalteten Orte in die kommunale Selbstverwaltungseinheit Stadtkreis Swetlogorsk eingegliedert.
| Ortsname           | Name bis 1947/50 | Bemerkungen |
| ------------------ | ---------------- | --- |
| Donskoje           | Groß Dirschkeim  | Der Ort wurde 1947 umbenannt und war zunächst in den Dorfsowjet Jantarski eingeordnet.                                                                                                |
| Lesnoje            | Warnicken        | Der Ort gehörte vermutlich zunächst zur Stadt Swetlogorsk; der genaue Zeitpunkt der Umbenennung sowie seit wann der Ort von Primorje aus verwaltet wurde, muss zunächst offenbleiben. |
| Marjinskoje        | Marscheiten      | Der Ort wurde 1947 umbenannt und war zunächst in den Dorfsowjet Jantarski eingeordnet.                                                                                                |
| Majak              | Brüsterort       | Der Ort wurde 1950 umbenannt und war zunächst in den Dorfsowjet Jantarski eingeordnet.                                                                                                |
| Molodogwardeiskoje | Finken           | Der Ort wurde 1950 umbenannt und war zunächst in den Dorfsowjet Jantarski eingeordnet.                                                                                                |
| Primorje           | Groß Kuhren      | Verwaltungssitz |

### Gorodskoje posselenije Primorje 2007–2018

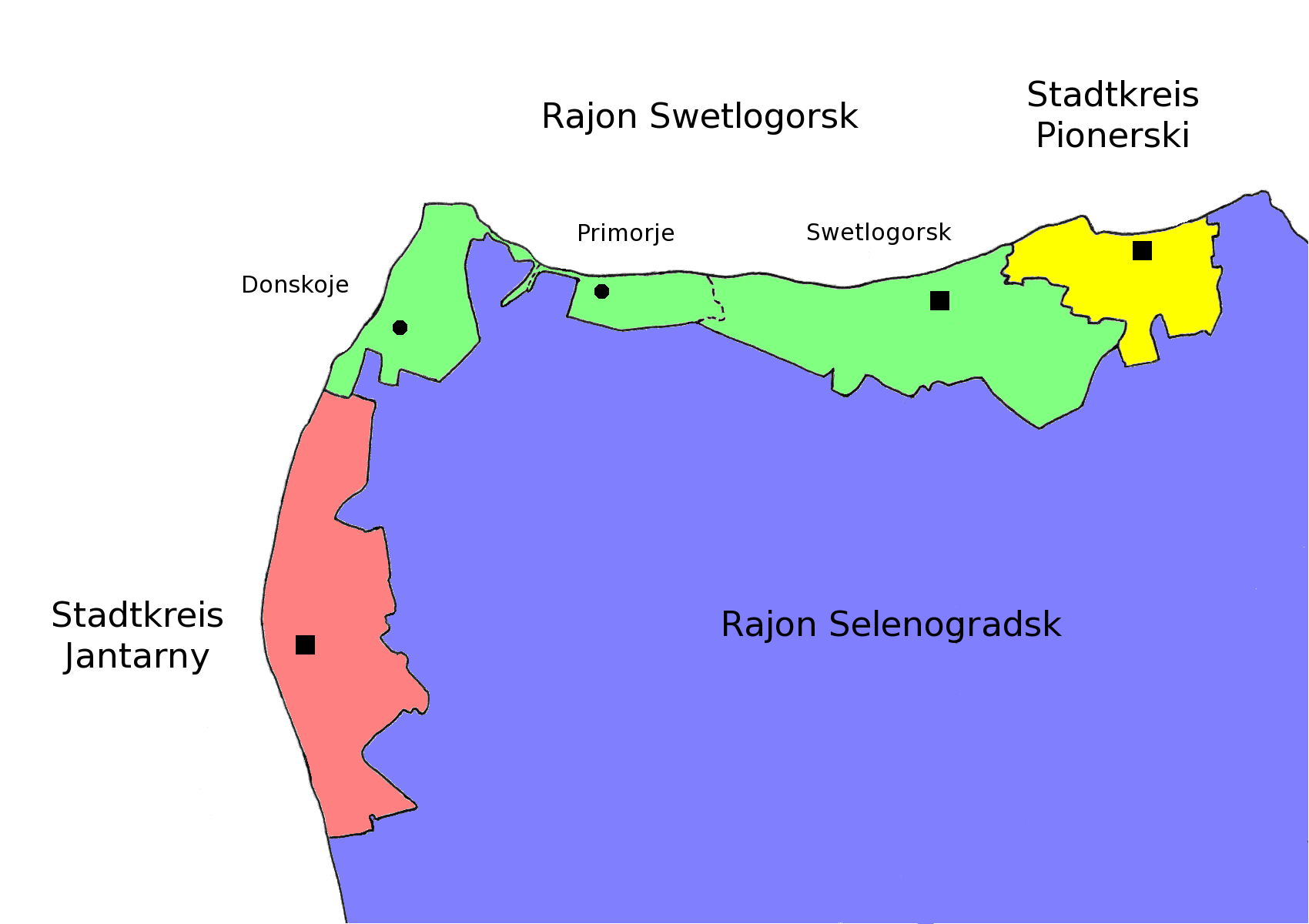
Die Lage der städtischen Gemeinde Gorodskoje posselenije Primorje innerhalb der Stadtkreise und Rajonsgebiete im Nordwesten des Samlandes

Die städtische Gemeinde Gorodskoje posselenije Primorje (ru. Городское поселение Приморье) wurde im Jahr 2007 im Rajon Swetlogorsk eingerichtet. Im Jahr 2010 wurden dort 1150 Bewohner gezählt. Im Jahr 2018 wurde die Gemeinde aufgelöst und in den neu gebildeten Stadtkreis Swetlogorsk einbezogen.
Zur Städtischen Gemeinde Primorje gehörten zwei Orte:
| Name     | Deutscher Name |
| -------- | -------------- |
| Lesnoje  | Warnicken      |
| Primorje | Groß Kuhren    |

## Kirche

### Kirchengebäude
Am 13. Juli 1913 erhielt Groß Kuhren die im neugotischen Stil neu errichtete Kirche. Sie steht nördlich der Fernstraße A 192, und ihr Bau wurde ermöglicht durch das Vermächtnis der Kaufmannswitwe Fischer-Joppien. Das Gotteshaus überstand den Krieg unbeschadet wurde danach vernachlässigt, diente in den 1990er Jahren als Tanzsaal und wurde dann zu einem Kulturhaus hergerichtet. Das Dach wurde mit Asbestplatten neu eingedeckt, der bauliche Zustand ist stabil. Anders erging es der nahegelegenen Baptistenkapelle, die – wie zahlreiche umliegende Wohnhäuser auch – abgerissen werden musste.

### Kirchengemeinde
In Groß Kuhren lebte vor 1945 eine fast ausnahmslos evangelische Bevölkerung. Das Dorf war in das Kirchspiel der Pfarrkirche in Heiligenkreutz (heute russisch: Krasnotorowka) eingegliedert und blieb auch nach dem Kirchbau als Filialgemeinde mit der Muttergemeinde pfarramtlich verbunden. Sie gehörte zum Kirchenkreis Fischhausen (Primorsk) innerhalb der Kirchenprovinz Ostpreußen der Kirche der Altpreußischen Union. Heute liegt Primorje im Einzugsgebiet der in den 1990er Jahren neu entstandenen Auferstehungskirchengemeinde in Kaliningrad (Königsberg) innerhalb der Propstei Kaliningrad der Evangelisch-lutherischen Kirche Europäisches Russland.